# Steffen Jungersen
Steffen Jungersen (født 19. december 1958 i Fredericia) er en dansk journalist og musikanmelder.
Indtil sommeren 2013 var han musikredaktør og musikanmelder på dagbladet BT. Han fungerede både som anmelder af nye udgivelser, ligesom han var fast inventar ved landets største festivaler og koncerter rundt på spillesteder i Danmark. I efteråret 2013 åbnede han sit eget webmagasin "Steffen Jungersen – It's Only Rock'n'Roll".

## Historie
Jungersen blev født i 1958 i Fredericia, og voksede op i Struer. Han dimitterede med studentereksamen fra Struer Statsgymnasium, inden han færdiggjorde uddannelsen som journalist på Danmarks Journalisthøjskole i Aarhus.
I 1989 blev han ansat som musikanmelder og musikredaktør på BT. Efter 24 års ansættelse blev Jungersen i maj 2013 afskediget fra avisen, efter at denne havde valgt at nedprioritere dækningen af musik. En af de sidste anmeldelser han skrev for BT, var den 8. august 2013, da han anmeldte Electric Guitars koncert på Smukfest i Skanderborg. Han er især kendt for sin kærlighed til rock, hard rock, heavy metal og blues, men også popartister som Roxette kan begejstre Steffen Jungersen.
Efter at han i sommeren 2013 forlod BT, startede han sit eget magasin på internettet med navnet "Steffen Jungersen – It's Only Rock'n'Roll", som på kort tid fik over 12.000 unikke brugere.
Han har medvirket ved tilblivelsen af Politikens Dansk Rock 1956-1997 (1997) og Dansk Rock Leksikon (2002). Ved den seneste skrev han cirka 60 indslag til leksikonet.
Steffen Jungersen udgav i november 2013 bogen Dr. Rock - udvalgte nedslag i 25 års rockhistorie, hvor han beskriver 34 af sine egne koncertanmeldelser fra de sidste knap 25 år.